# Okręg Brig
Brig (niem. Bezirk Brig, fr. District de Brigue) – okręg w Szwajcarii, w kantonie Valais. Siedziba administracyjna okręgu znajduje się w miejscowości Brig-Glis.  
Okręg składa się z siedmiu gmin (Politische Gemeinde; commune) o powierzchni 434,19 km² i o liczbie mieszkańców 28 141.

## Gminy
1. Brig-Glis
2. Eggerberg
3. Naters
4. Ried-Brig
5. Simplon
6. Termen
7. Zwischbergen

## Zmiany administracyjne
- 1 stycznia 1973
  - utworzenie gminy Ried-Brig z gmin Brig, Brigerbad, Gamsen i Glis
- 1 stycznia 2013
  - przyłączenie gmin Birgisch i Mund do gminy Naters